# Buttendorf (Roßtal)

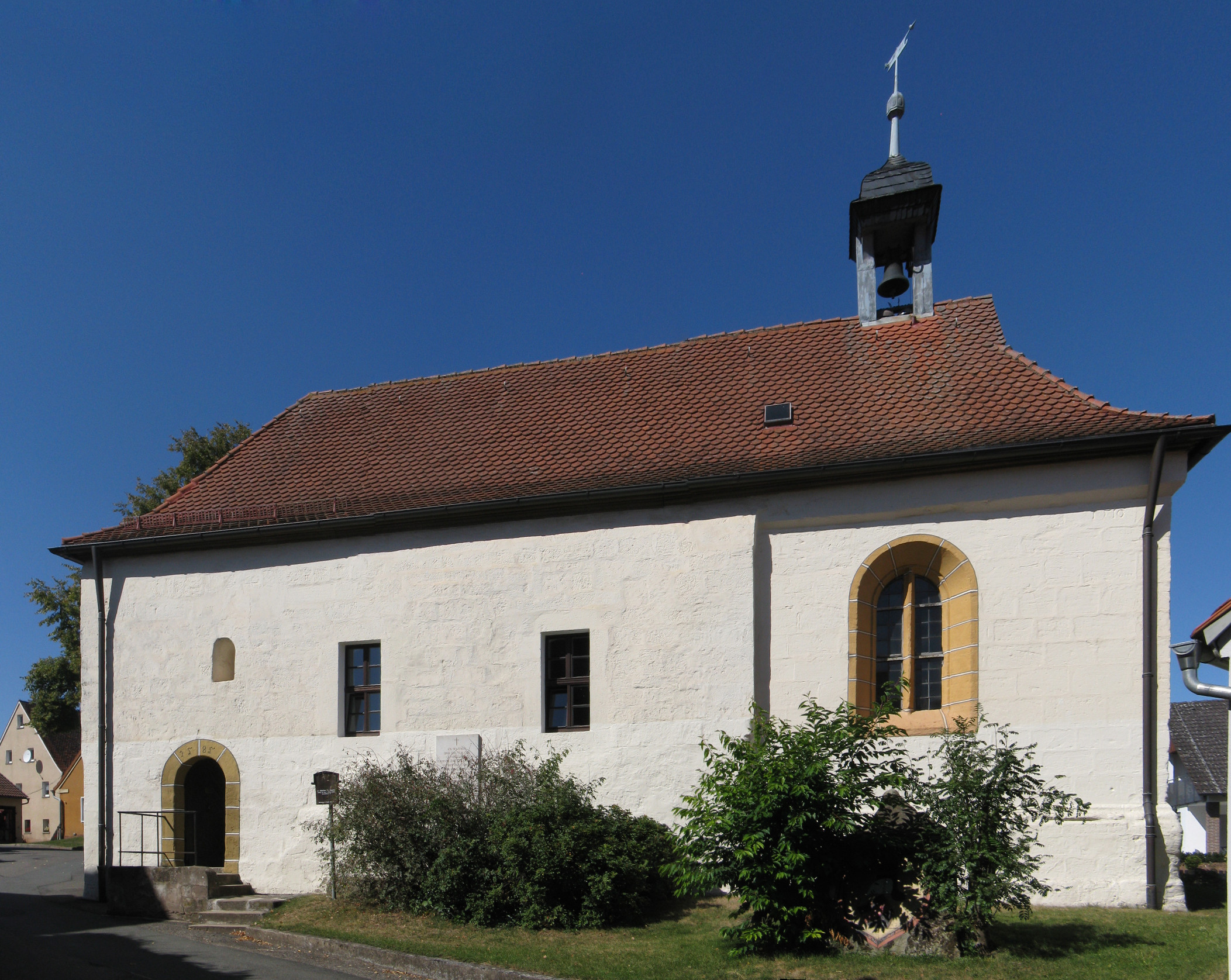
St. Aegidius

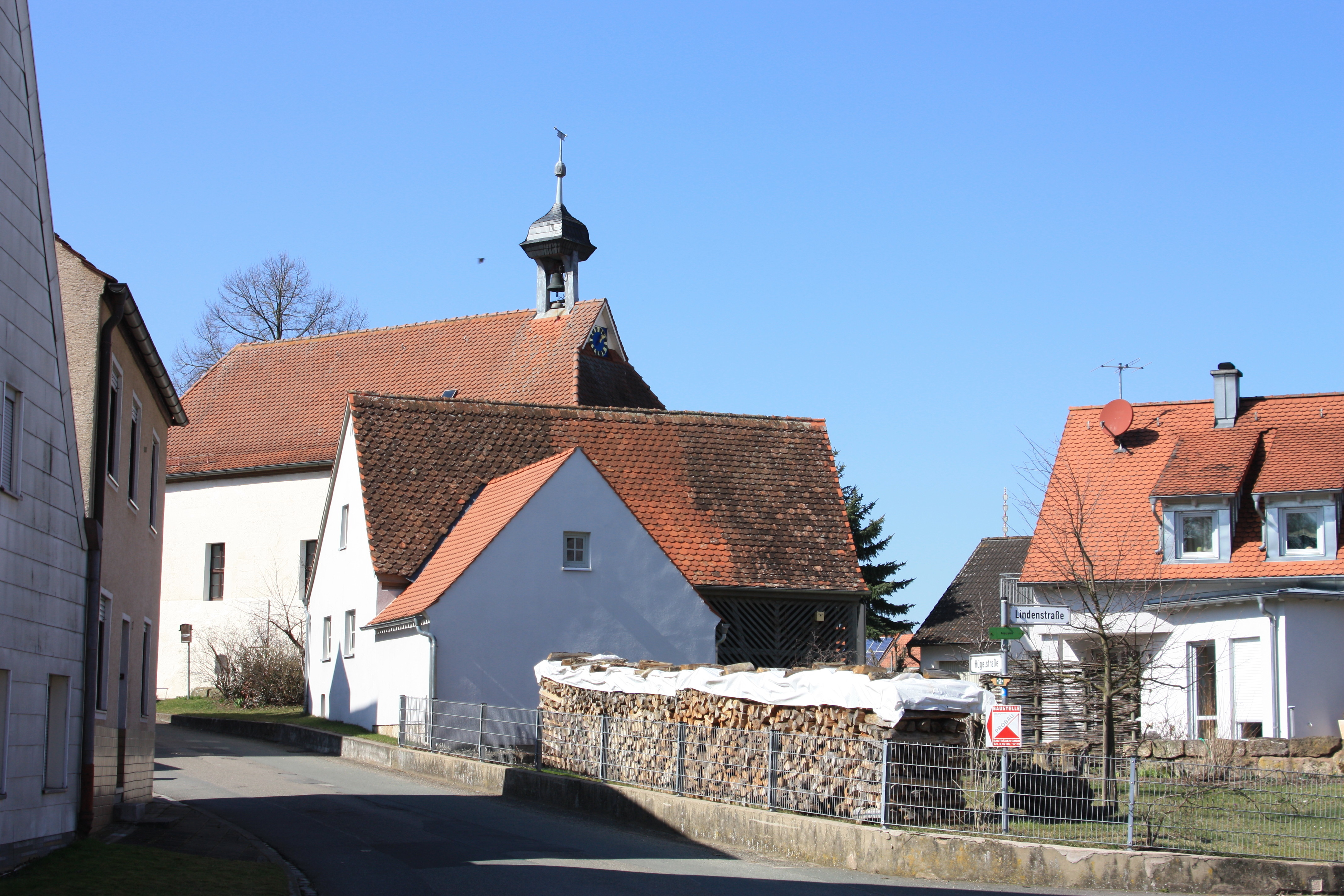
Ortsansicht

Buttendorf (fränkisch: Buddndoaf) ist ein Gemeindeteil des Marktes Roßtal im Landkreis Fürth (Mittelfranken, Bayern). Buttendorf liegt in der Gemarkung Weinzierlein.

## Geographie
Das Kirchdorf ist von Acker- und Grünland mit vereinzeltem Baumbestand umgeben. Gegen Norden fällt das Gelände in das Biberttal ab. 0,5 km westlich des Ortes liegt der Buttendorfer Wald, 0,5 km südlich das Waldgebiet Im Sand. Unmittelbar östlich befindet sich der Rehbühl (351 m ü. NHN). Die Kreisstraße FÜ 15 führt nach Roßtal (2,1 km südöstlich) bzw. zur Staatsstraße 2245 bei Ammerndorf (1,5 km nördlich). Eine Gemeindeverbindungsstraße führt nach Neuses (0,8 km nördlich).

## Geschichte
1132 wurden im Stiftungsbrief des Klosters Heilsbronn die Zeugen „Gernot und Rudolf von Buttendorf“ erwähnt. Dies ist zugleich die erste urkundliche Erwähnung des Ortes. Die Herren von Buttendorf gehörten dem Geschlecht derer von Leonrod an. Zwei Drittel des großen Zehnt in Buttendorf waren zu dieser Zeit ein Reichslehen derer von Buttendorf/Leonrod, während ein Drittel an das Hochstift Bamberg ging. Das Bestimmungswort des Ortsnamens ist Buoto, der Personenname des Siedlungsgründers.
Gegen Ende des 18. Jahrhunderts gab es in Buttendorf 17 Anwesen. Das Hochgericht und die Dorf- und Gemeindeherrschaft übte das brandenburg-ansbachische Richteramt Roßtal aus. Grundherren waren das Kastenamt Cadolzburg (2 Höfe, 2 Halbhöfe, 8 Güter, 2 Häuser, Gemeindehirtenhaus), das Landesalmosenamt der Reichsstadt Nürnberg (1 Hof, 1 Gütlein) und der Nürnberger Eigenherr von Grundherr (1 Gut). 1799 gab es im Ort 16 Anwesen, von denen 13 ansbachisch und drei nürnbergisch waren.
Von 1797 bis 1808 unterstand der Ort dem Justiz- und Kammeramt Cadolzburg. Im Rahmen des Gemeindeedikts wurde Buttendorf dem 1808 gebildeten Steuerdistrikt Weinzierlein und der im selben Jahr gegründeten Ruralgemeinde Weinzierlein zugeordnet. 1 Anwesen unterstand in der freiwilligen Gerichtsbarkeit von 1822 bis 1835 dem Patrimonialgericht Boxdorf.
Im Rahmen der Gebietsreform in Bayern wurde Buttendorf am 1. Mai 1978 nach Roßtal eingemeindet.

### Boden- und Baudenkmäler
- Turmhügel Buttendorf
- evangelisch-lutherische Filialkirche St. Aegidius

### Einwohnerentwicklung
| Jahr      | 001818 | 001840 | 001861 | 001871 | 001885 | 001900 | 001925 | 001950 | 001961 | 001970 | 001987 | 001997 | 002007 | 002018 | 002023 |
| Einwohner | 127    | 140    | 151    | 159    | 175    | 141    | 147    | 221    | 163    | 191    | 303    | *367   | *367   | *365   | *337   |
| Häuser    | 21     | 25     |        |        | 28     | 28     | 27     | 31     | 34     |        | 84     |        |        |        |        |
| Quelle    | [ 14 ] | [ 15 ] | [ 16 ] | [ 17 ] | [ 18 ] | [ 19 ] | [ 20 ] | [ 21 ] | [ 22 ] | [ 23 ] | [ 24 ] | [ 1 ]  | [ 1 ]  | [ 1 ]  | [ 1 ]  |

## Religion
Der Ort ist seit der Reformation evangelisch-lutherisch geprägt und bis heute nach St. Laurentius (Roßtal) gepfarrt. Die Einwohner römisch-katholischer Konfession sind nach Christkönig (Roßtal) gepfarrt.